# 云南备征志
《云南备征志》，清代王崧辑集前人纪载云南之书而成，共二十一卷。
云贵总督阮元倡修《云南通志》时，聘王崧总其事，未完成王崧因故离去。此书编成于道光年间。全书汇编有关云南史料数十种，自《史记》、《汉书》以至明代及清初有关云南史料，均注明出处。此书初刻于道光十一年（1831年），另宣统二年（1910年）重印云南官报局排印本，1914年云南图书馆刊本，收入《云南丛书》初编。